# Kalle Anka behärskar sig
Kalle Anka behärskar sig (engelska: Cured Duck) är en amerikansk animerad kortfilm med Kalle Anka från 1946.

## Handling
Kajsa Anka hotar Kalle Anka med att lämna honom om han inte tar itu med sitt heta humör. Han beställer lite senare hem en brevkurs i tron om förbättring, något som visar sig vara svårare än vad han tänkt sig.

## Om filmen
Filmen hade svensk premiär den 8 april 1946 på biografen Spegeln i Stockholm.

## Rollista
- Clarence Nash – Kalle Anka
- Gloria Blondell – Kajsa Anka[6]